# Monodelphis palliolata
Monodelphis palliolata és una espècie d'opòssum de Sud-amèrica que fins recentment era considerada com a subespècie de l'opòssum cuacurt de flancs vermells (M. brevicaudata). Viu a Colòmbia i Veneçuela, a altituds entre el nivell del mar i 2.250 metres. És un resident principalment no arborícola de jungles tropicals, però també se l'ha observat en àrees cultivades.